# Claire Lecat
Pour les articles homonymes, voir Lecat.
Claire Lecat est une ancienne judokate française, catégorie des moins de 66 kg. Elle est née le 6 juillet 1965 à Boulogne-sur-Mer dans le Pas-de-Calais.
Elle a effectué ses études en section Sport-Études à Poitiers, puis a intégré l'INSEP.
Elle a été membre de l'équipe de France de Judo féminin.

## Grade
Claire Lecat est ceinture noire septième dan.

## Palmarès
- Jeux olympiques
  - 5e aux Jeux olympiques d'été de 1992 (moins de 66 kg)

- Championnat du monde 
  - médaille de bronze au championnat du monde 1989 (moins de 66 kg)